# Oxtapacab
Oxtapacab es una localidad ubicada en el municipio de Tecoh del estado mexicano de Yucatán. Tiene una altitud promedio de 12 m s. n. m. y se localiza al sur de la ciudad capital del estado, la ciudad de Mérida.

## Toponimia
El nombre (Oxtapacab) proviene del idioma maya.(que significa Camino de Ramón y Miel)

## Hechos históricos
- En 1910 cambia su nombre de Oxtapaxal a Oxtapacab.
- En 1921 cambia a Oxtapacal.
- En 1930 cambia a Oxtapacab.

## Importancia histórica
Tuvo su esplendor durante la época del auge henequenero y emitió fichas de hacienda las cuales por su diseño son de interés para los numismáticos. Dichas fichas acreditan la hacienda como propiedad de Juan Berzunza G.

## Demografía
Según el censo de 2005 realizado por el INEGI, la población de la localidad era de 328 habitantes, de los cuales 159 eran hombres y 169 eran mujeres.
| 244                         | 249 | 246 | 153 | 152 | 170 | 169 | 163 | 227 | 260 | 292 | 320 | 328 |
| (Fuente: INEGI [Consultar]) |     |     |     |     |     |     |     |     |     |     |     |     |

## Galería

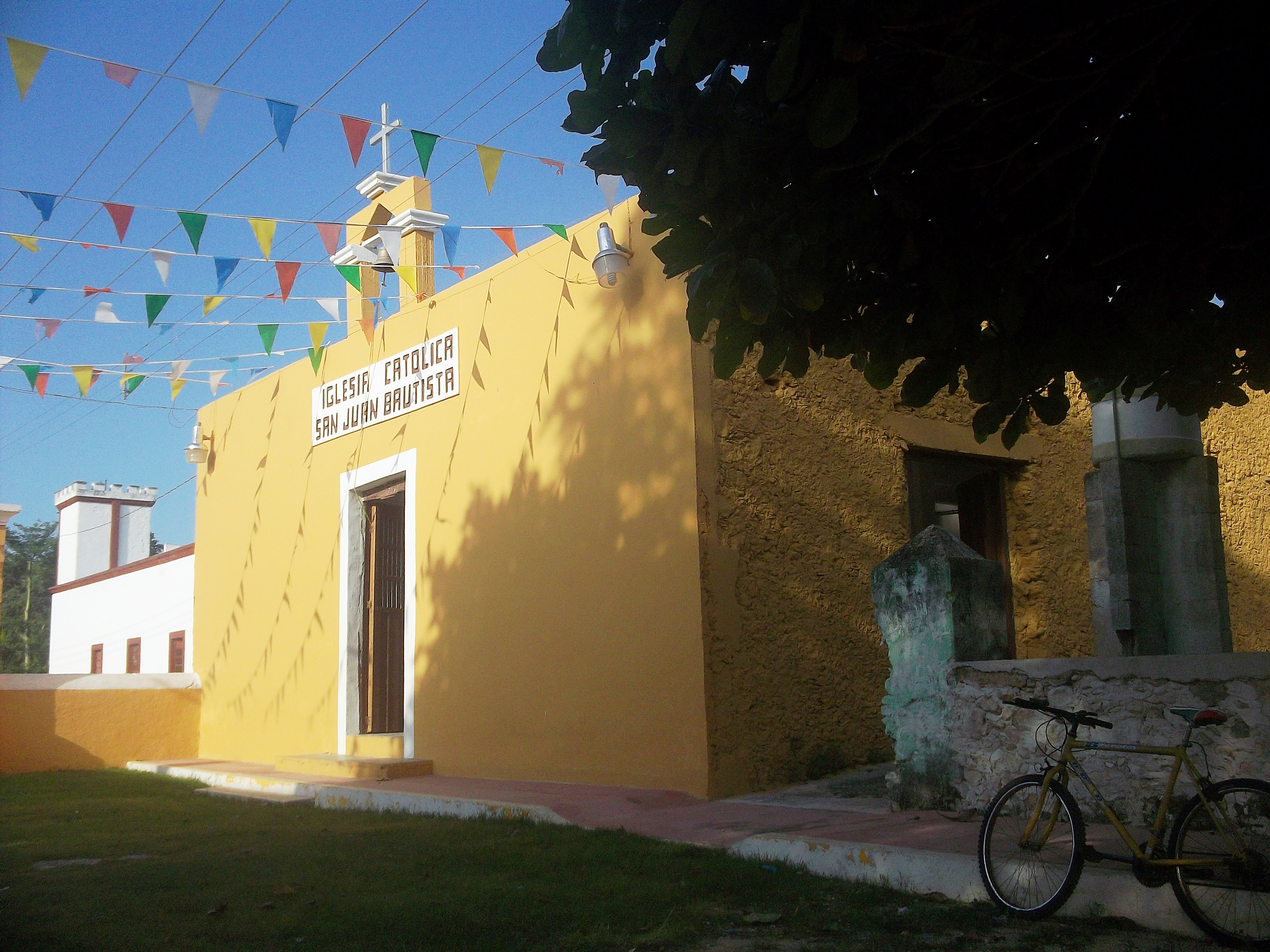
Iglesia de Oxtapacab.
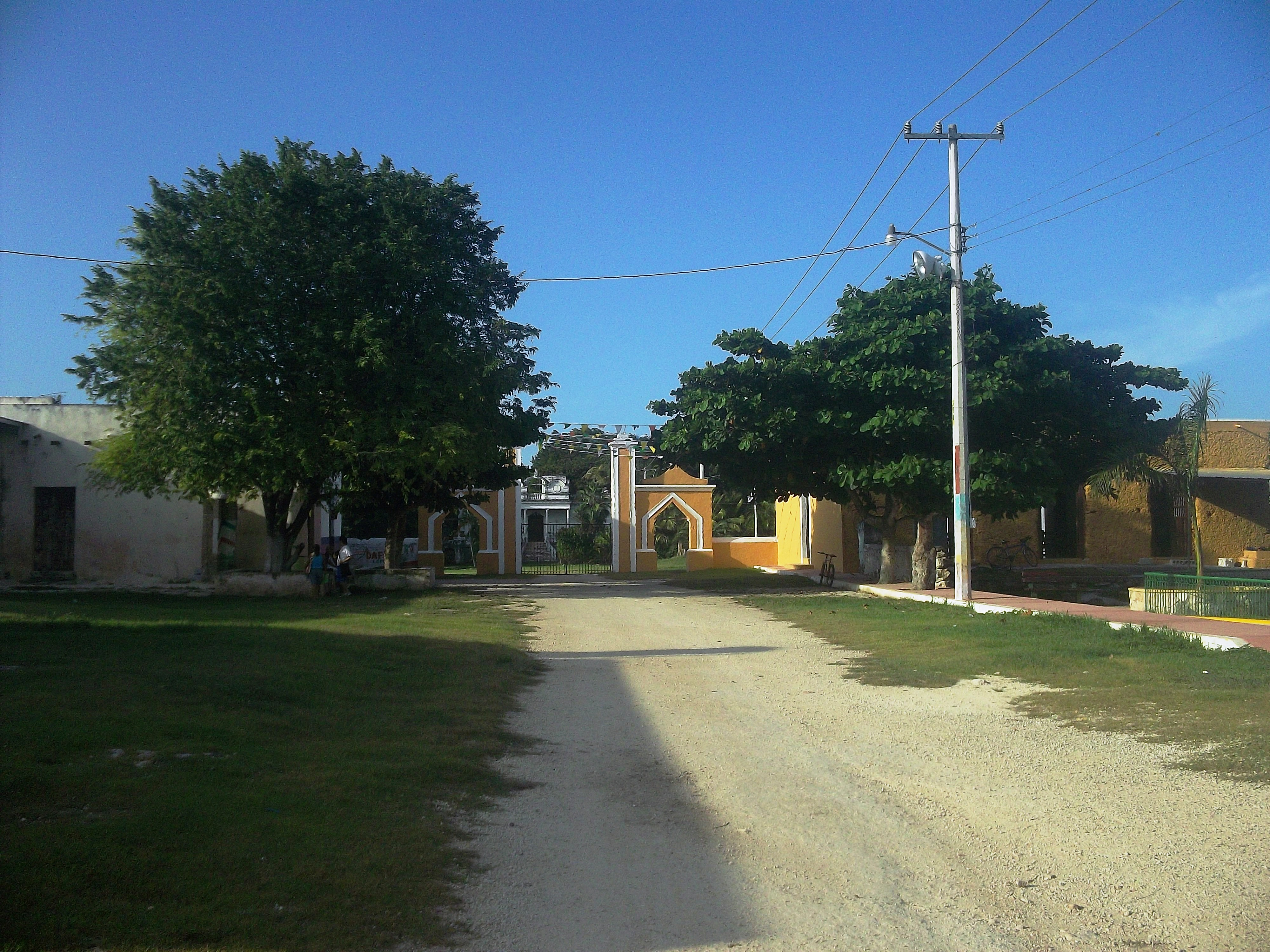
Hacienda de Oxtapacab.
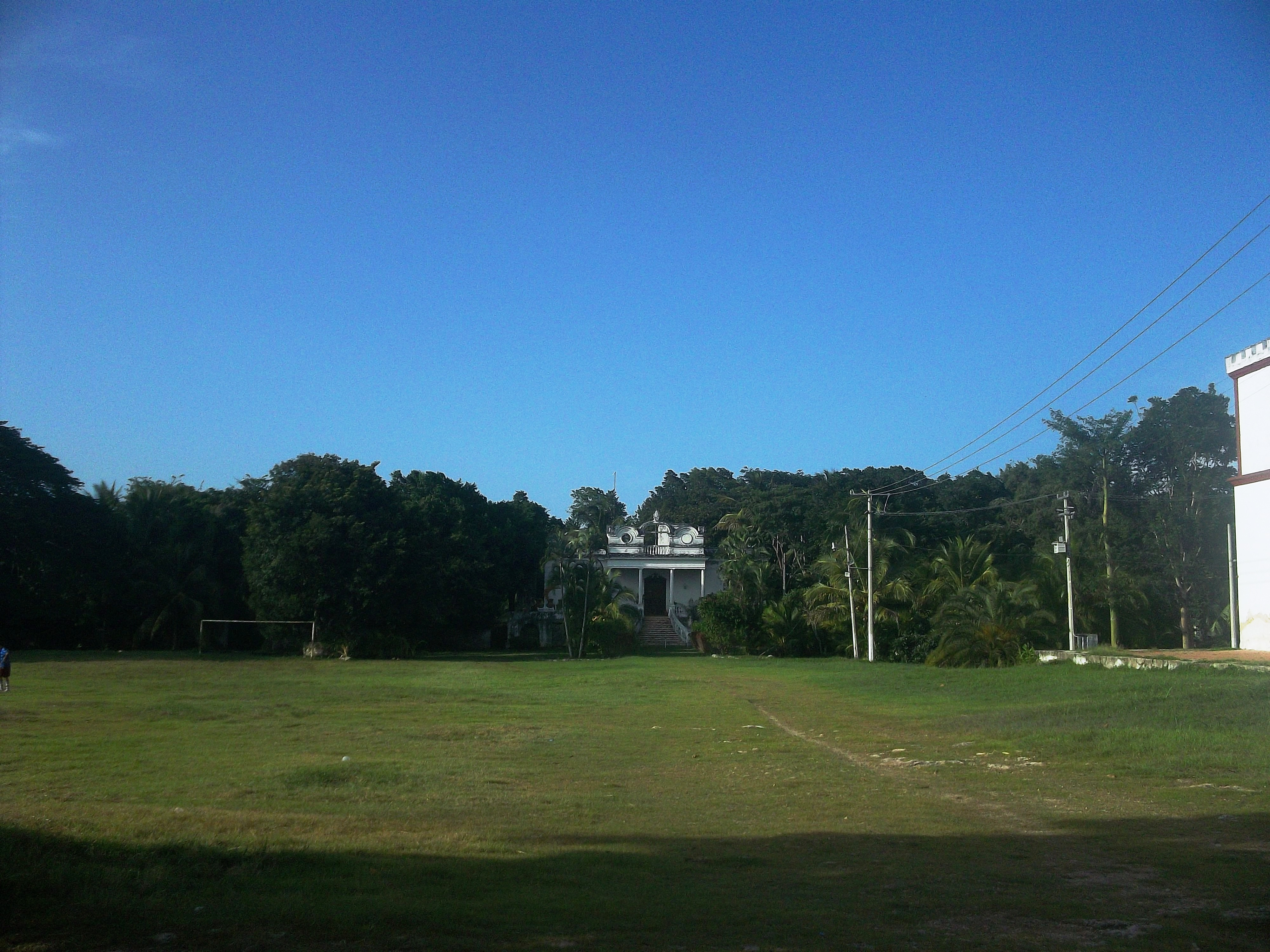
Hacienda de Oxtapacab.
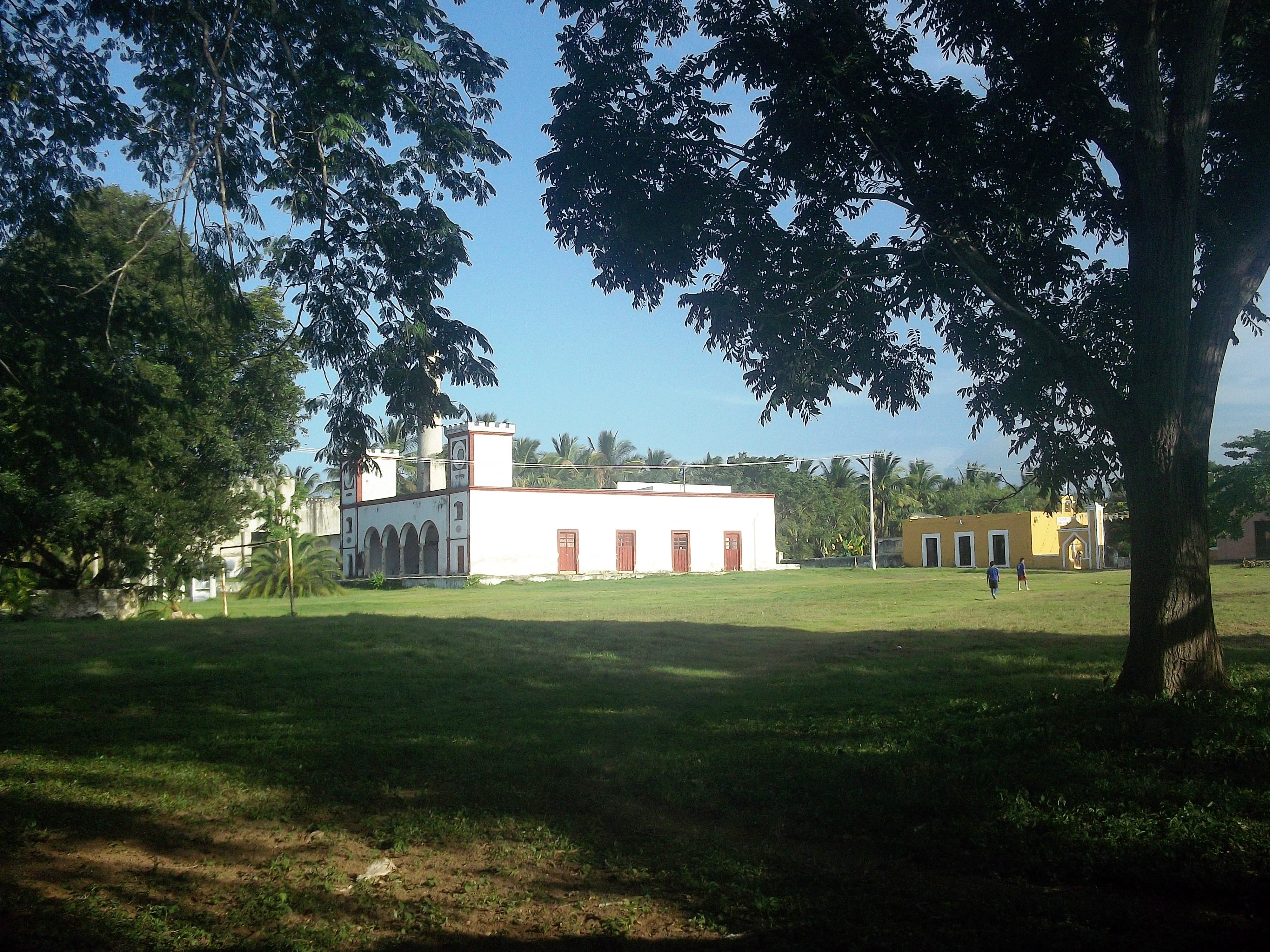
Hacienda de Oxtapacab.
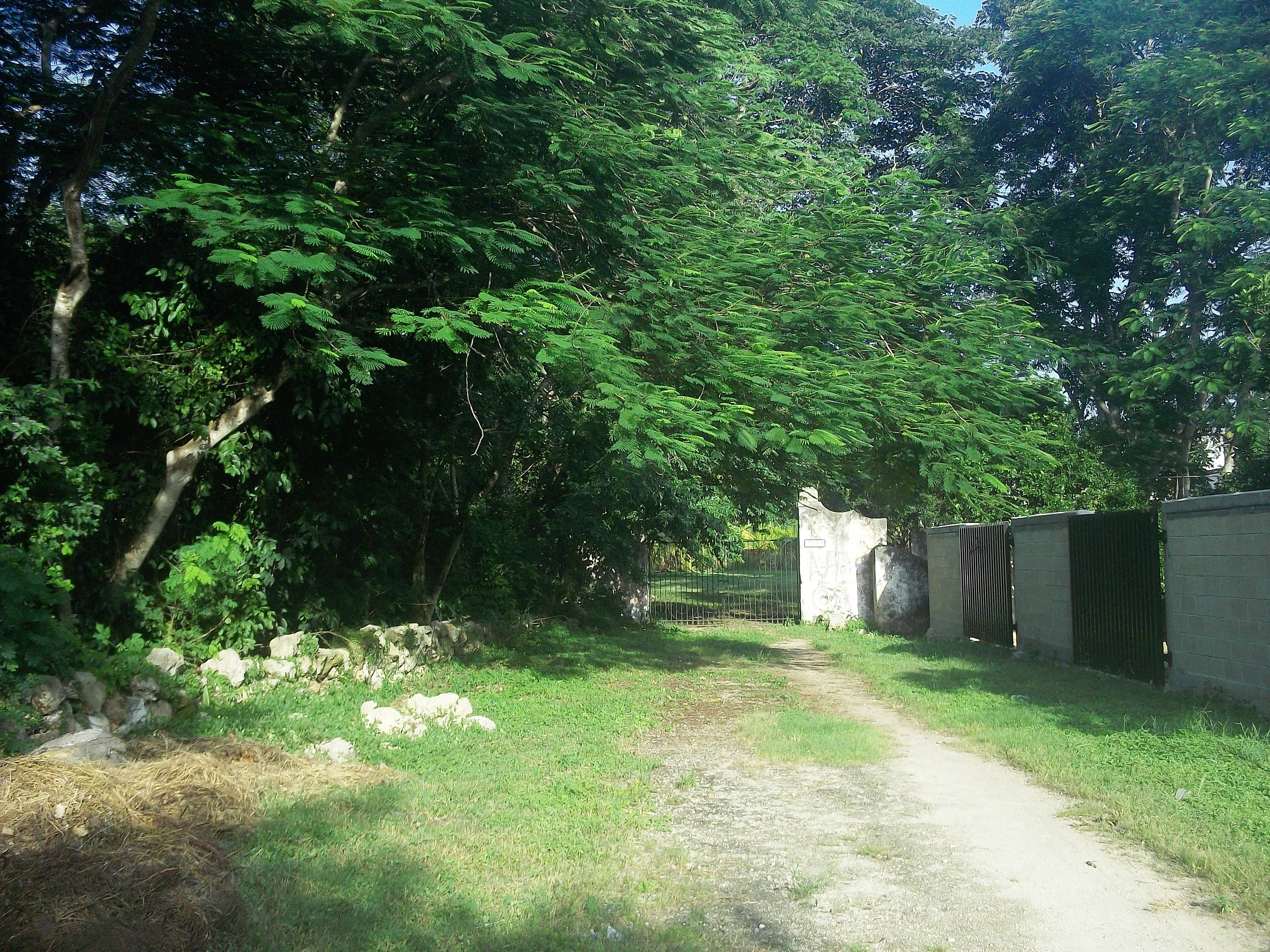
Hacienda de Oxtapacab.
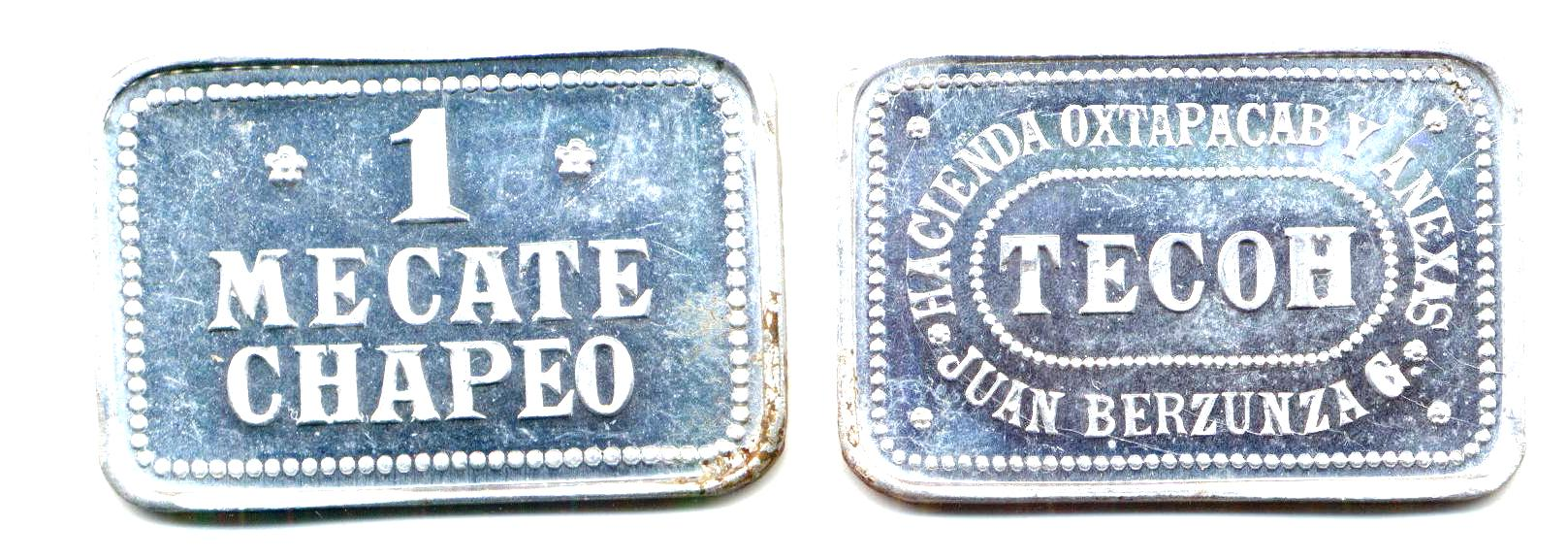
Ficha por 1 mecate de chapeo.
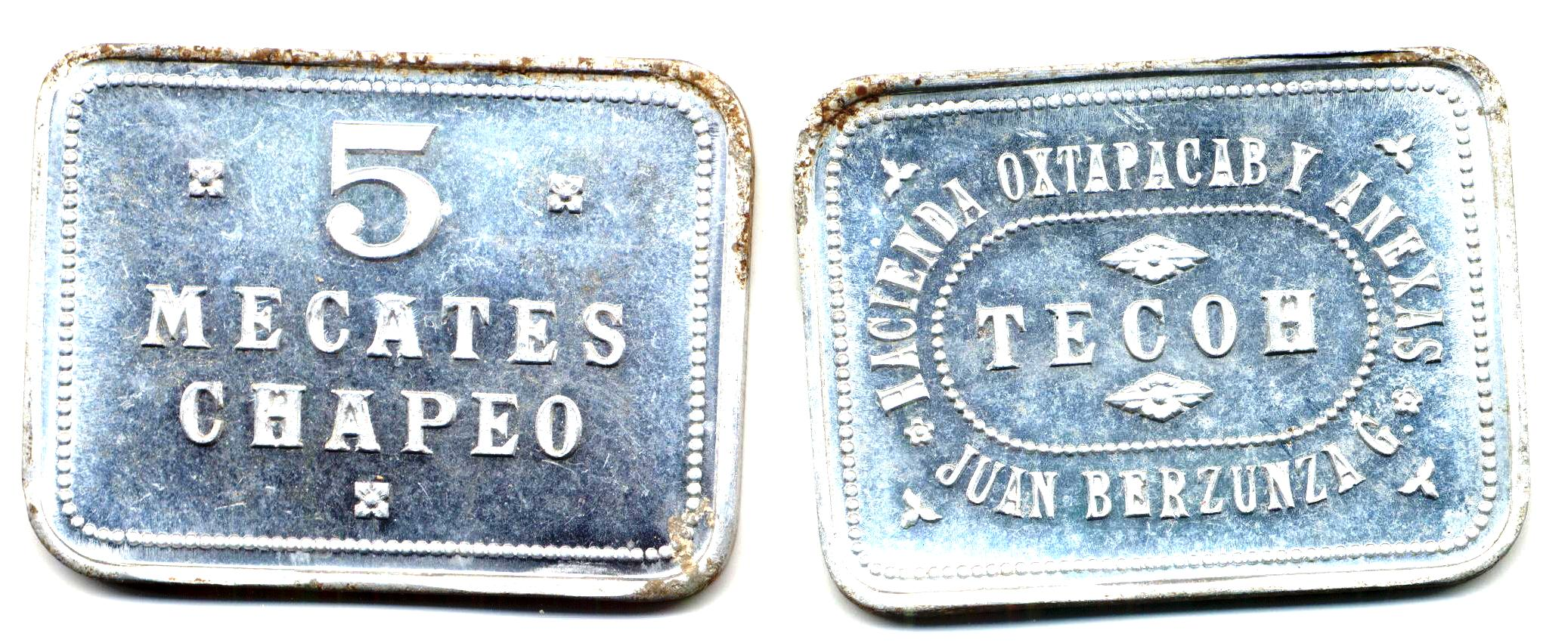
Ficha por 5 mecates de chapeo.
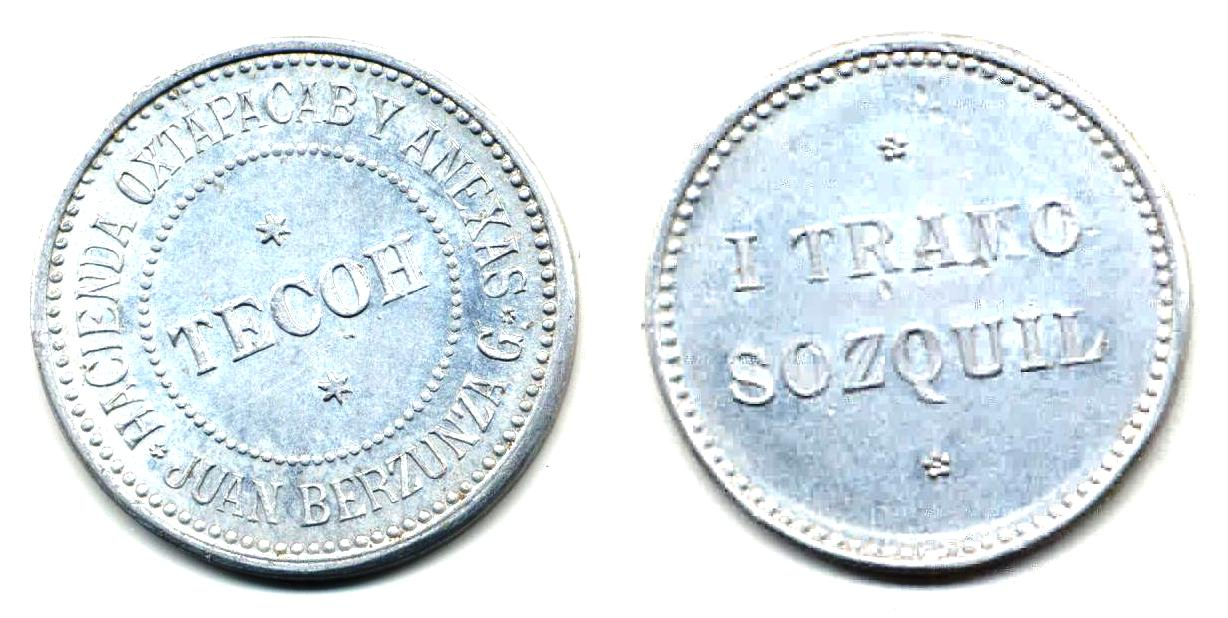
Ficha por 1 tramo de sosquil.